# Andy Iwanchuk
Andy Iwanchuk est un homme politique provincial canadien de la Saskatchewan. Il représente la circonscription de Saskatoon Fairview à titre de député du Nouveau Parti démocratique de 2003 à 2011.

## Biographie
Ayant grandi sur une ferme, Iwanchuk étudie à North Battleford et obtient un baccalauréat en sciences politiques et en sociologie de l'Université de la Saskatchewan. Il travaille ensuite pour United Way of Saskatoon, Saskatchewan Legal Aid Commission et pour le Syndicat canadien de la fonction publique.
Élu député à la faveur d'une élection partielle déclenchée en raison du départ de Chris Axworthy,, il est whip de l'Opposition et critique responsable du travail.
La femme d'Iwanchuk, Ann, est conseillère municipale de Saskatoon à partir d'octobre 2011.